# Raputia heptaphylla
Raputia heptaphylla là một loài thực vật có hoa trong họ Cửu lý hương. Loài này được Pittier miêu tả khoa học đầu tiên năm 1921.